# Annum Sacrum
Annum Sacrum (pol. Rok Święty) – encyklika papieża Leona XIII zatytułowana: „O poświęceniu się ludzi Najświętszemu Sercu Jezusowemu” (łac. De hominibus Sacratissimo Cordi Iesu devovendis) ogłoszona 25 maja 1899 z okazji nadchodzącego Roku Jubileuszowego 1900, opublikowana w Acta Sanctae Sedis (Tom XXXI, s. 646-651, wyciąg w Enchiridion symbolorum nr 3350-3353).

## Okoliczności powstania

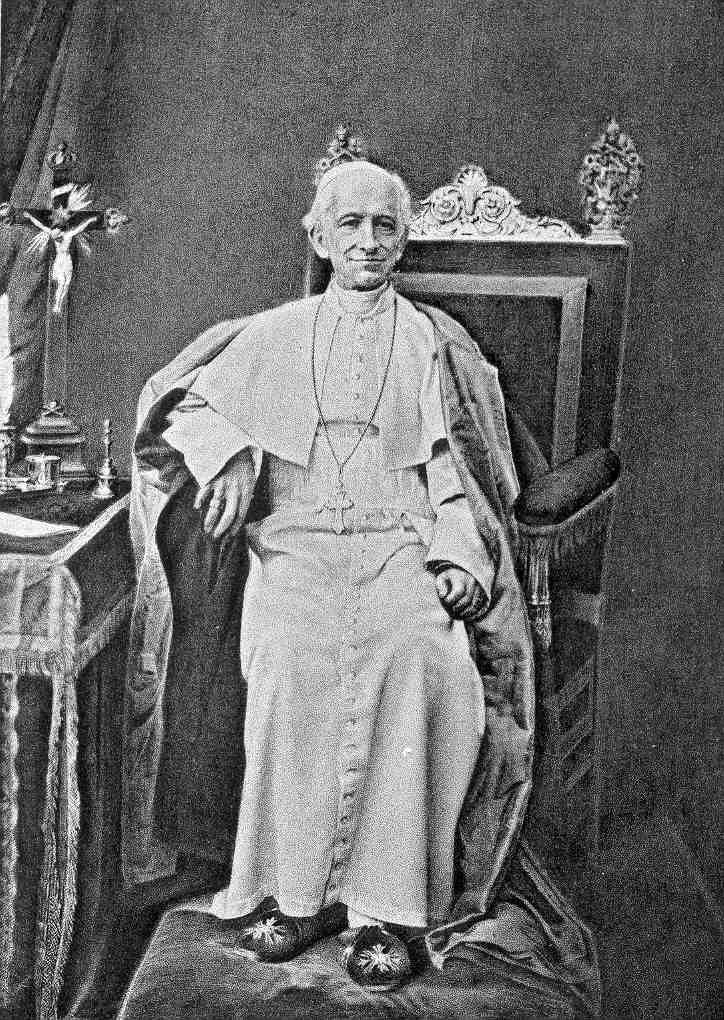
Papież Leon XIII

Papież Leon XIII był gorliwym orędownikiem nabożeństwa do Najświętszego Serca Pana Jezusa, odmawiał Akt Osobistego Poświęcenia się Mu według św. Małgorzaty Marii Alacoque, a jego tekst nosił w swoim brewiarzu oraz obdarzył go odpustem. Za jego zachętą został on przetłumaczony na czterdzieści języków. Należał ponadto do Arcybractwa Straży Honorowej Najświętszego Serca Pana Jezusa. Leon XIII zlecił kard. Camillo Mazelli dokonanie teologicznej analizy poświęcenia ludzi NSPJ oraz otrzymał na przełomie roku 1898/99 dwa listy od bł. Marii od Boskiego Serca Jezusa, za pośrednictwem jej spowiednika, w których pisała, iż otrzymała wiadomość od Chrystusa, by papież poświęcił cały świat Jego Najświętszemu Sercu, po czym podjął decyzję, aby to uczynić.

## Treść
Encyklika Annum Sacrum składa się ze wstępu i 8 punktów. We wstępie proponuje, że kult Najświętszego Serca Jezusowego będzie dobrym przygotowaniem do obchodów Roku Jubileuszowego. Następnie stwierdza, że poświęcenie świata NSPJ będzie:

Koroną i szczytem wszystkich hołdów, jakie kiedykolwiek były Mu oddawane. (1)

oraz wyjaśnia, że dojrzał już do realizacji projekt ogłoszenia Chrystusa Królem całego świata (2). Łączyć się z tym ma również indywidualne poświęcenie się NSPJ przez każdego wierzącego w tym samym dniu (3-4). To poświęcenie przyniesie pozytywne skutki dla państw, gdyż do Chrystusa należy ze wszystkim się zwracać (5) i:

W Nim należy złożyć wszelką nadzieję. (6)

Na końcu papież dziękuje za odzyskane zdrowie (7) i postanawia, że w dniach 9-11 czerwca 1899, w głównym kościele wszystkich miast, odbędą się modlitwy, do których ma być dodana Litania do Najświętszego Serca Pana Jezusa, a w ostatnim dniu „Akt poświęcenia rodzaju ludzkiego NSPJ” (8), którego tekst stanowił załącznik do encykliki (ASS XXXI, s. 651-652), do dziś odmawiany w nieco skróconej wersji w pierwsze piątki miesiąca, zaczynający się od słów: 

O Jezu Najsłodszy, Odkupicielu rodzaju ludzkiego.

## Późniejsze nawiązania
Do Annum Sacrum nawiązał papież Pius XI w encyklikach: Quas Primas (pol. O ustanowieniu święta naszego Pana Jezusa Chrystusa Króla) z 1925 i Miserentissimus Redemptor (pol. O wspólnym zadośćuczynieniu Najświętszemu Sercu Jezusowemu) z 1928 oraz Pius XII w encyklikach: Haurietis Aquas (pol. O kulcie Najświętszego Serca Jezusa) z 1955 i Summi Pontificatus (pol. O solidarności ludzkiej i państwie totalitarnym) z 1939, w której napisał:

Jako świeżo wyświęcony kapłan [...] przyjęliśmy encyklikę Annum Sacrum jak głos niebieski z radością, wzruszeniem i wewnętrzną aprobatą. Z zapałem i chęcią przyłączyliśmy się do myśli i zamiarów, którymi pod tchnieniem Bożym kierował się Leon XIII, w swej encyklice dawał głębokie i prawdziwe rozpoznanie ukrytych i jawnych ran swych czasów oraz koniecznych środków zaradczych. Uważamy zatem za nasz obowiązek podziękować Bogu za to, że początek Naszego pontyfikatu przypadł właśnie w rocznicę pamiętnego aktu, który przyniósł Nam tyle szczęścia w pierwszym roku kapłaństwa (SP 2)

Św. Jan Paweł II w orędziu na stulecie poświęcenia ludzkości Najświętszemu Sercu Pana Jezusa „Bóg objawia swą Miłość w Sercu Chrystusa”, z 11 czerwca 1999, szerzej omówił encyklikę Annum Sacrum, pisząc m.in.:

Poświęcenie rodzaju ludzkiego dokonane w 1899 r. stanowi niezwykle doniosły krok w dziejach Kościoła, a coroczne ponawianie tego aktu w uroczystość Najświętszego Serca Pana Jezusa zachowuje do dziś pełny sens. To samo należy powiedzieć także o "Akcie wynagrodzenia", który zazwyczaj odmawia się w uroczystość Chrystusa Króla. Do dziś aktualne pozostają słowa Leona XIII: "Do Niego więc trzeba się uciekać, bo On jest Drogą, Prawdą i Życiem. Jeżeli się zbłądzi, należy wrócić na prawdziwą Drogę. Jeżeli ciemności opanowały umysł, należy je rozproszyć światłem Prawdy. Jeżeli śmierć nas ogarnia, trzeba przylgnąć do Życia. (AS 5)